# Ики-Чоносовское сельское муниципальное образование
Ики-Чоносовское сельское муниципальное образование — сельское поселение в Целинном районе Калмыкии.
Административный центр — посёлок Ики-Чонос.

## География
Ики-Чоносовское СМО граничит:
- на севере с Целинным сельским муниципальным образованием,
- на северо-востоке с Ялмтинским сельским муниципальным образование,
- на востоке с Улан-Эргинским сельским муниципальным образованием (Яшкульский район)
- на юге с Вознесеновским сельским муниципальным образованием,
- на западе с Троицким сельским муниципальным образованием.

По территории сельского муниципального образования проходит автодорога Троицкое — Ики-Чонос —Ялмта, южной границей СМО служит река Яшкуль, северной — частично река Сангарцик.
Общая площадь земель в границах СМО составляет 52362 га, в том числе: земли сельхозназначения — 51142 га (пашня — 10931 га, пастбища — 39640 га, сенокосы — 571 га.).

## История
Границы Ики-Чоносовского СМО установлены Законом Республики Калмыкия «Об установлении границ Ики-Чоносовского
сельского муниципального образования Республики Калмыкия» от 25 декабря 2002 года № 279-II-З

## Население
| 2002 | 2010 | 2011 | 2012 | 2013 | 2014 | 2015 |
| ---- | ---- | ---- | ---- | ---- | ---- | ---- |
| 916  | ↘892 | ↗904 | ↗920 | ↘911 | ↗921 | ↗925 |
| 2016 | 2017 | 2018 | 2019 | 2020 | 2021 |      |
| ↘912 | ↗919 | ↘916 | ↘899 | ↘884 | ↘870 |      |

Численность населения, постоянно проживающего на территории СМО, по состоянию на 01.10.2011 года составляет 926 человек, в том числе в возрасте: моложе трудоспособного — 227 чел., трудоспособного — 469 чел., старше трудоспособного — 230 чел.

### Национальный состав
По данным Всероссийской переписи населения 2010 года:
| Национальность | Численность (чел.) | Процентное соотношение |
| -------------- | ------------------ | ---------------------- |
| Калмыки        | 703                | 78,81%                 |
| Русские        | 136                | 15,25%                 |
| Даргинцы       | 10                 | 1,12%                  |
| Другие         | 37                 | 4,14%                  |
| Не указана     | 6                  | 0,67%                  |
| Всего          | 892                | 100,00%                |

## Состав поселения
| № | Населённый пункт | Тип населённого пункта          | Население |
| - | ---------------- | ------------------------------- | --------- |
| 1 | Бор-Нур          | посёлок                         | ↘24       |
| 2 | Ики-Чонос        | посёлок, административный центр | ↗914      |

## Экономика
На территории СМО действуют СПК «Ленинский» и 51 КФХ